# Naturpark Spessart e. V.
Der Verein Naturpark Spessart e. V. ist der Träger des gleichnamigen Naturparks in Bayern. Sitz des Vereins ist Aschaffenburg.
Zu den Mitgliedern des Vereins zählen die drei Landkreise Main-Spessart, Aschaffenburg und Miltenberg, außerdem die kreisfreie Stadt Aschaffenburg, 71 Kommunen, 28 Betriebe und 96 Privatmitglieder. Die Geschäftsstelle und das Infozentrum des Vereins befinden sich in Gemünden am Main. Der Sitz ist in Aschaffenburg.
Der Verein hat eine gemeinsame Satzung und erfüllt verschiedene vom Bundesnaturschutzgesetz (BNatSchG) definierte Aufgaben in den Bereichen Umweltbildung, Natur- und Kulturschutz.

## Geschichte
Weite Teile des Spessarts wurden Ende der 1950er Jahre als Landschaftsschutzgebiet ausgewiesen. 1960 erhielt die Region vom Bayerischen Staatsministerium den Status des ersten Naturparks in Bayern. Zur Verteilung der Bundesmittel zur Förderung von Naturparken forderte das Bundes-Landwirtschaftsministerium einen Gesamtentwicklungsplan für den Naturpark Spessart. Die Regierung von Unterfranken wurde im März 1961 beauftragt einen solchen Gesamtentwicklungsplan zu erstellen. Zur Betreuung des neuen Schutzgebiets wurde am 31. Oktober 1963 der Naturpark Spessart e. V. gegründet. Der gemeinnützige Verein übernahm offiziell die Funktion des Naturparkträgers. Anfangs stand die Schaffung von Freizeit- und Erholungseinrichtungen im Vordergrund, später kamen Arbeitsfelder wie Naturschutz und Umweltbildung hinzu. Seit einigen Jahren bringt sich der Naturparkverein verstärkt in die nachhaltige Regionalentwicklung ein – z. B. mit dem Aufbau einer Vermarktungsinitiative für Weidefleisch.
Die erstmalige Eintragung in das Vereinsregister beim Amtsgericht Aschaffenburg fand am 3. Januar 1964 statt. Im Zuge der Gebietsreform im Jahre 1972 wurden die vormaligen Landkreise Alzenau, Gemünden, Lohr, Marktheidenfeld und Obernburg aufgelöst. Seit diesem Zeitpunkt an, besteht der Naturpark aus den drei Landkreisen Main-Spessart, Aschaffenburg und Miltenberg, sowie 71 weiteren Kommunen. Mitglied sind zudem 28 Betriebe und Institutionen aus der Region sowie 96 Privatpersonen, darunter viele Naturparkführer.
Das derzeitige Infozentrum des Naturpark Spessart e. V. befindet sich im Huttenschloß in Gemünden am Main.

## Zweck
Nach Vereinssatzung in der Fassung der Mitgliederversammlung vom 17. Juli 2003:

„Der Verein will im Zusammenwirken mit allen interessierten Stellen im Rahmen der allgemeinen Landesplanung den Naturpark Spessart mit dem Ziele fördern, in diesem als Erholungsgebiet besonders geeigneten Raum die Landschaft zu erhalten und zu pflegen, die heimische Tier- und Pflanzenwelt zu schützen und durch geeignete Maßnahmen eine naturnahe Erholung zu ermöglichen.“

## Aufgaben und Ziele

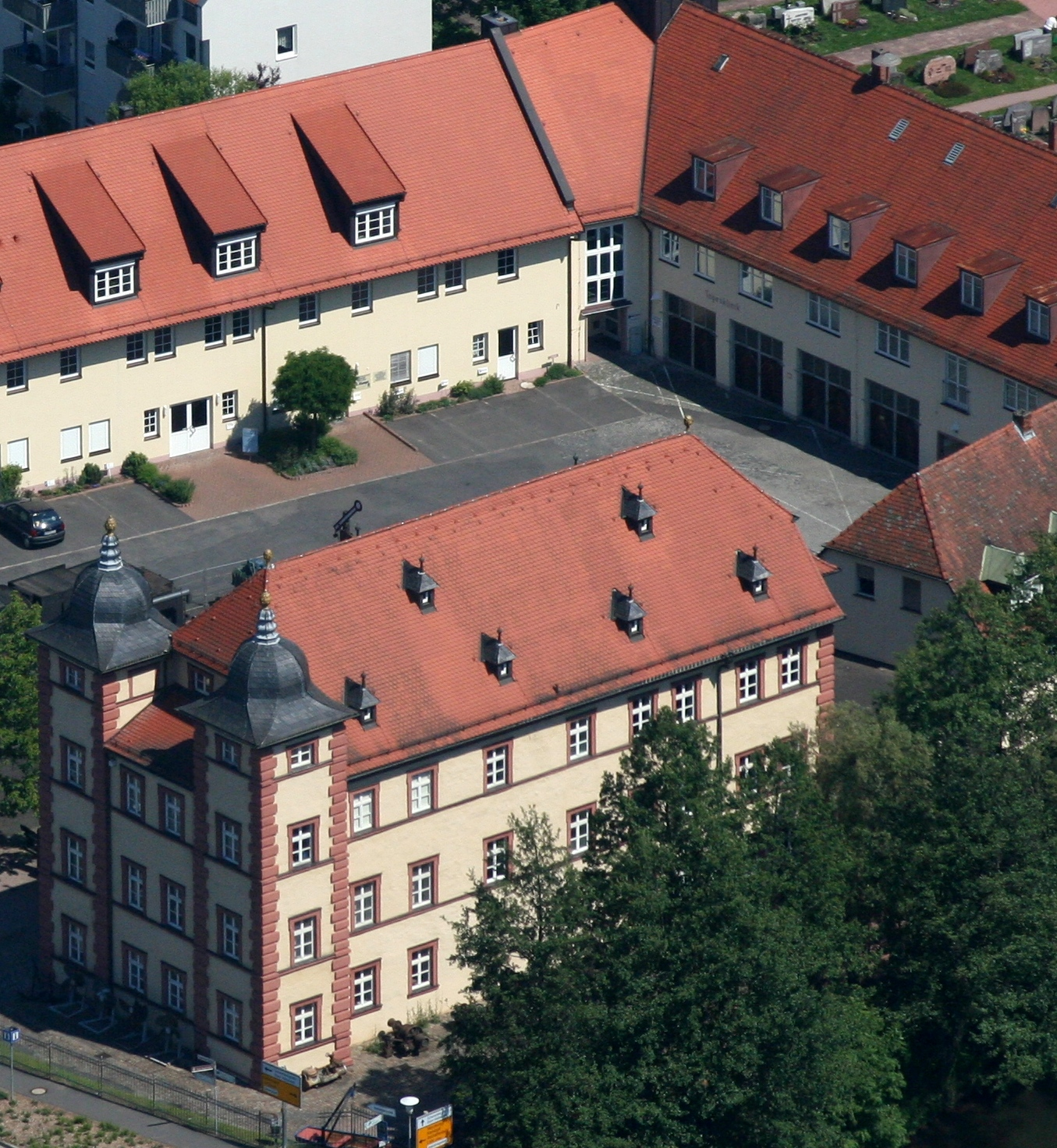
Geschäftsstelle in Gemünden a.Main

Für den Naturpark hat der Verein Naturpark Spessart e. V. folgende Aufgaben:
- Schutz, Pflege und Erhaltung von Natur und Landschaft[5]
- Erhalt der charakteristischen Kulturlandschaft[6]
- Förderung nachhaltiger Nutzung, Vermarktung regionaler Produkte und Stärkung regionaler Identität[7][8]
- Bewahrung und Förderung des kulturellen Erbes, Erhalt von Bau- und Bodendenkmalen sowie Weiterentwicklung der Siedlungs- und Baukultur
- Sicherung der landschaftsbezogenen Erholung und eines umwelt- und sozialverträglichen Tourismus[9]
- Schonung der natürlichen Ressourcen
- Zusammenarbeit mit Kommunen, Behörden und privaten Organisationen
- Umweltbildung, Informations- und Öffentlichkeitsarbeit[10][11]
- Schaffung und Unterhaltung von Einrichtungen zur Erholungsnutzung und Besucherlenkung[12][13]

## Hessischer Partner
Auf hessischer Seite wird der Naturpark Hessischer Spessart vom gleichnamigen Zweckverband betreut. Es herrscht enge Zusammenarbeit vor allem bei länderübergreifenden Projekten, wie dem Grünlandprojekt, bei der Ausbildung von Naturparkführern und bei der Herausgabe des Jahresprogramms.